# Yuhina humilis
Yuhina humilis (лат.) — вид птиц из семейства белоглазковых. Выделяют два подвида. Обитают в Мьянме и Таиланде, упоминается также Лаос. Естественной средой обитания Yuhina humilis являются субтропические и тропические влажные горные леса. Встречаются на высоте от 1075 до 2275 м над уровнем моря. МСОП присвоил виду охранный статус LC.

## Описание
Длина тела 12—12,5 см. Оперение сочетает коричневый и серый цвета. Вокализация не описаны, передвигаясь в группах, юхины издавали крик «чак-чак».

## Биология
Питаются фруктами, нектаром и насекомыми.